# Distretti dell'Eritrea

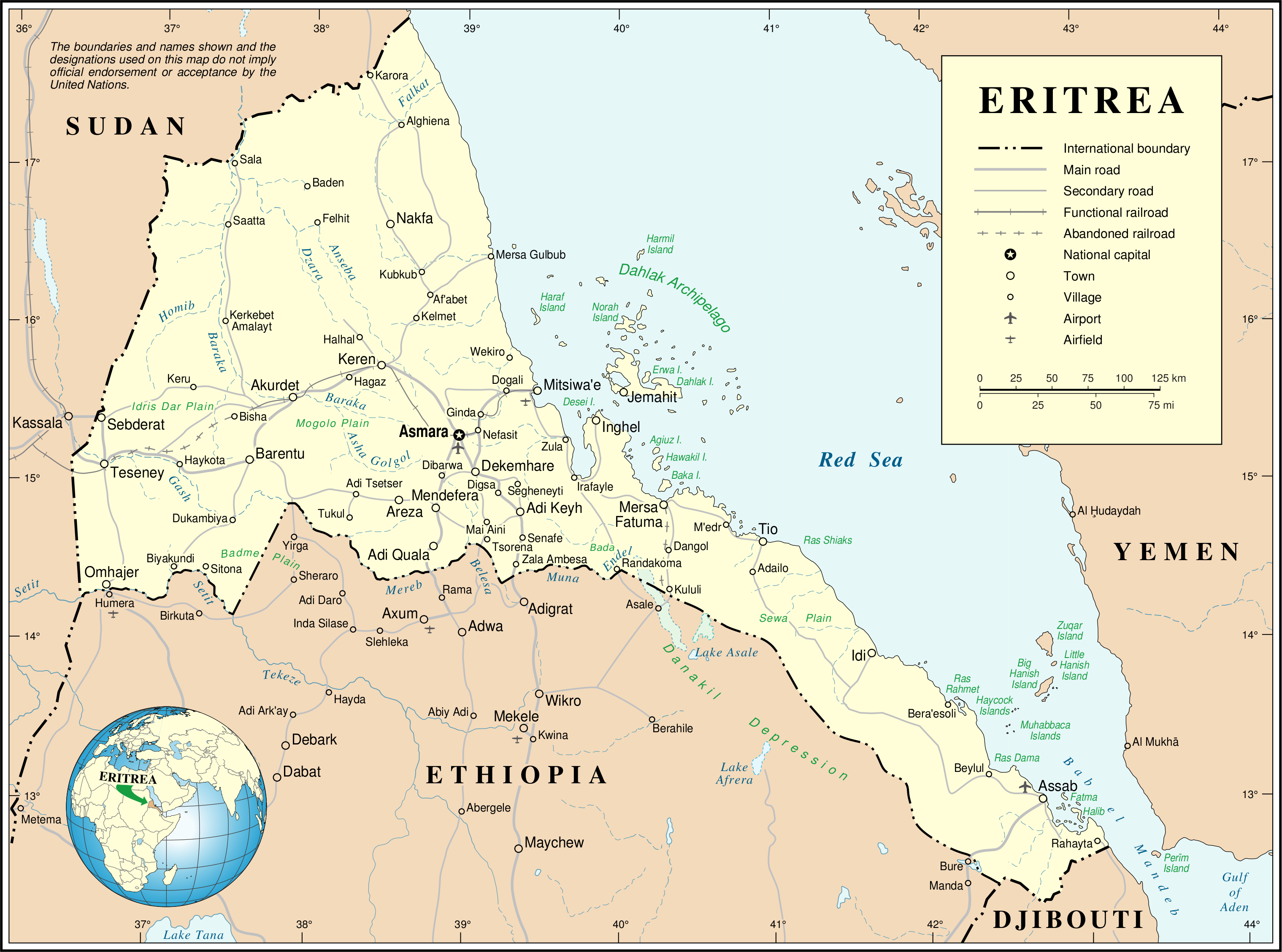
Mappa dell'Eritrea

I distretti (o subregioni) dell'Eritrea sono la suddivisione territoriale di secondo livello del Paese, dopo le regioni.

## Lista
Regione dell'Anseba
- Distretto di Adi Teclesan
- Distretto di Agat
- Distretto di Asmat
- Distretto di Carcabat
- Distretto di Cheren
- Distretto di Elaberet
- Distretto di Gheleb
- Distretto di Halhal
- Distretto di Habero
- Distretto di Sela

Regione Centrale
- Distretto di Berikh
- Distretto di Nord Est
- Distretto di Sud Est
- Distretto di Sud Ovest
- Distretto di Ghala Nefhi
- Distretto di Serejaka

Regione di Gasc-Barca
- Distretto di Agordat
- Distretto di Barentù
- Distretto di Dghe
- Distretto di Forto
- Distretto di Gasc Superiore
- Distretto di Gogne
- Distretto di Haykota
- Distretto di Logo Anseba
- Distretto di Mensura
- Distretto di Mogolo
- Distretto di Molki
- Distretto di Omhajer
- Distretto di Shambuco
- Distretto di Tesseney

Regione del Mar Rosso Meridionale
- Distretto di Are'eta
- Dancalia Centrale
- Dancalia Meridionale

Regione del Mar Rosso Settentrionale
- Distretto di Afabet
- Distretto dell'Arcipelago delle Dahlak
- Distretto di Ghelalo
- Distretto di Foro
- Distretto di Ghinda
- Distretto di Karura
- Distretto di Massaua
- Distretto di Nacfa
- Distretto di She'eb

Regione del Sud
- Distretto di Adi Keyh
- Distretto di Adi Quala
- Distretto di Areza
- Distretto di Debarwa
- Distretto di Decamerè
- Distretto di Kudo Be'ur
- Distretto di Mai-Mne
- Distretto di Mendefera
- Distretto di Segeneiti
- Distretto di Senafè